# Publius Claudius Pulcher (consul in 184 v.Chr.)
Publius Claudius Pulcher was een Romeins politicus uit de 2e eeuw v.Chr. Hij was een lid van de invloedrijke gens Claudia.
Hij was de zoon van Appius Claudius Pulcher, die consul was in 212 v.Chr. Zijn broer Appius Claudius Pulcher was consul in 185 v.Chr.
Publius was aedilis curulis in 189 v.Chr. en werd in 188 gekozen tot praetor. Met hulp van zijn broer won hij in 184 zelf de verkiezing voor het consulaat. In 181 was lid van de triumviri coloniae deducendae, een commissie die een Romeinse kolonie moest stichten bij Graviscae, een stad aan de kust van Etrurië tussen Cosa en Castrum Novum.

## Voetnoten
1. ↑  Livius, XXXVIII. 35.
2. ↑  Livius, XXXIX. 32.
3. ↑  Livius, XL. 29.

## Referentie
- Vertaald van de Engelstalige Wikipedia (en:Publius Claudius Pulcher (consul 184 BC))